# 森可行
森可行（1494年—1571年6月4日），日本戰國時代的武將。父親是森可秀。

## 生平
在明應3年（1494年）出生。幼名小太郎。永正9年（1512年），祖父森可房在進攻近江國赤田城時戰死。享祿元年（1528年），父親可秀在近江小谷戰死，於是繼承家督，仕於土岐氏。
在土岐賴武、賴藝兄弟內訌時，不能確認支持哪方，不過與齋藤道三的關係並不良好，在道三流放賴藝後，開始秘密與織田信秀結交等。天文23年（1554年），與兒子可成一同轉全於信秀的兒子信長。
在轉仕於織田家時已是高齢，而可成的名字亦在許多文獻中出現，另一方面，可行的動向則是不明，因此可見當時已經把家督讓予可成並隱居。

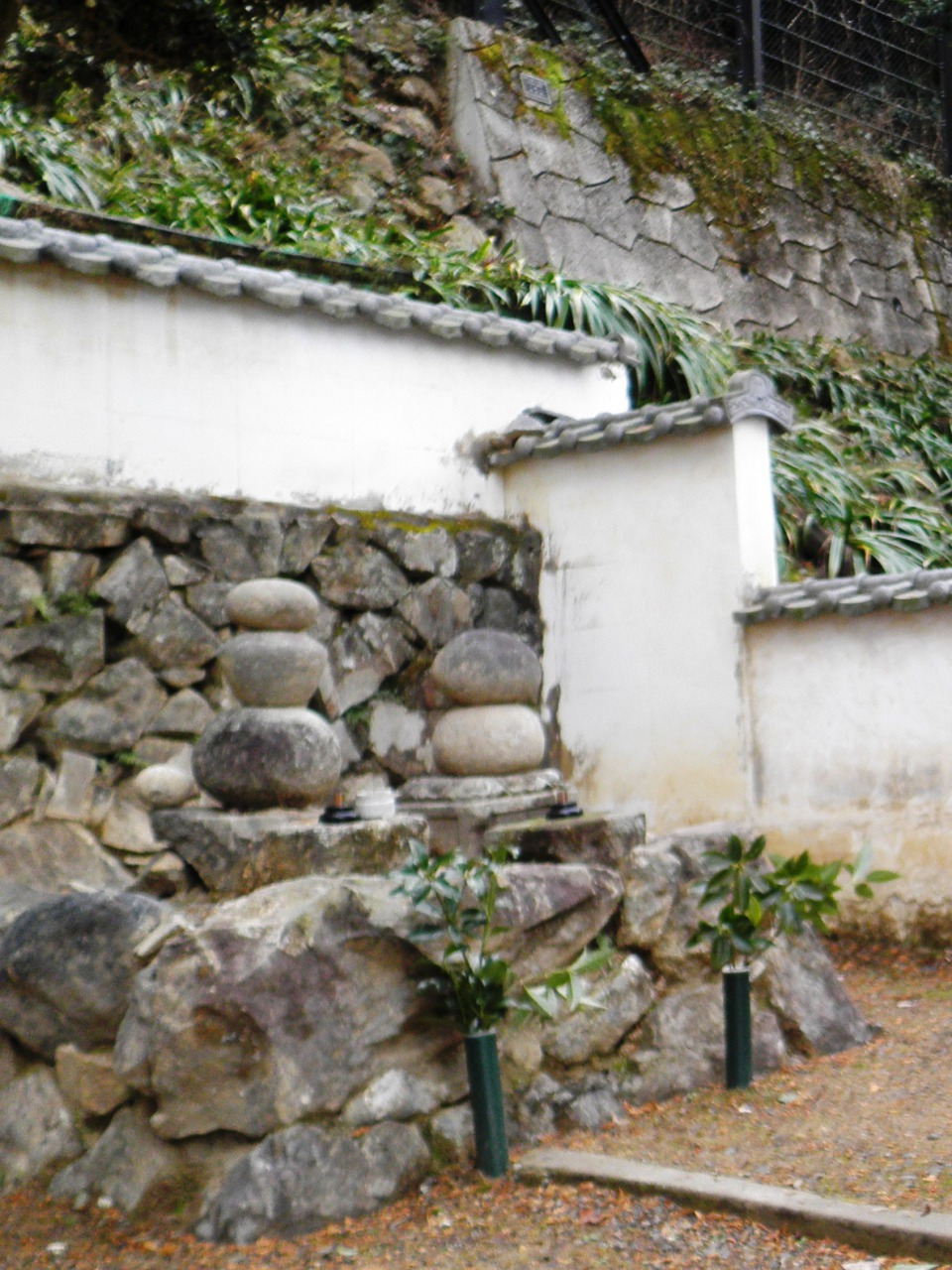
森可行（左）、可隆（右）之墓
（岐阜縣可兒市可成寺）

在元龜2年（1571年）5月12日於金山城內死去。享年78歲（一說指卒年是天正元年(1573年)，享年80歲）。法名是前越州太守悟淨紹徹禪定門。墓所在岐阜縣可兒市兼山的可成寺。

## 外部連結
- 武家家伝＿森　氏 （页面存档备份，存于）